# Сливко Анатолій Омелянович
Анатолій Омелянович Сливко (28 грудня 1938, Ізбербаш, Дагестанська АРСР, РРФСР, СРСР — 16 вересня 1989, Новочеркаськ, Ростовська область, РРФСР, СРСР) — радянський серійний вбивця і педофіл, що діяв у місті Невинномиськ Ставропольського краю. Сливко керував туристичним клубом «Чергід», в якому водив школярів у походи, і мав звання заслуженого вчителя. У період з 1964 по 1985 роки він убив 7 хлопчиків і підлітків, що були його вихованцями. Сливко був засуджений до страти і розстріляний в Новочеркаській в'язниці.

## Біографія
Анатолій Сливко народився 28 грудня 1938 року в дагестанському місті Ізбербаш. Новонароджений зазнав родової травми: був придушений пуповиною. Наслідки цієї травми надалі негативно позначилися на Сливку, він все життя страждав від головного болю, а в підлітковому віці у нього виникли особливості особистості, які психіатри називають епілептоїдною чи органічною психопатією. У таких людей «в'язка» психіка, вони схильні надовго застрягати на будь-якій події, що травмує.
Не відчував великого потягу до протилежної статі, хоч зустрічався з дівчатами. Влаштувався на роботу в Невинномиську на підприємстві «Азот», де займався роботою з молоддю, організував туристичний клуб під назвою «ЧЕРГІД» («Через річки, гори та долини»), був прийнятий до КПРС. Одружився, проте, незважаючи на наявність двох дітей, приділяв дружині мало уваги. Був піонервожатим у піонерських таборах. Займався аматорською фото- та кінозйомкою. Крім членства в КПРС, був заслуженим учителем школи РРФСР (1977), ударником комуністичної праці, депутатом Невинномиської міськради, майстром спорту з гірничого туризму.
В 1961 став свідком дорожньої аварії, в якій п'яний мотоцикліст врізався в колону піонерів, тяжко травмувавши одного з них. Піонер помер на місці. При цьому Сливко пережив сексуальне збудження, яке надалі прагнув повторити, відтворюючи окремі деталі події. Ще один епізод Сливко згадав з дитинства: в 1942 році, живучи в умовах німецької окупації, Сливко виявився свідком вбивства маленького хлопчика поліцаєм, який після вбивства витер черевики від крові хлопчика. Також один епізод з дитинства назавжди надрукувався в пам'яті Сливка: одного разу, коли він із друзями грав «у партизанів», його, як спійманого партизана, повісили на дереві, від чого він знепритомнів.

### Вбивства
Знаходив жертв, переважно хлопчиків, серед членів дитячого туристичного клубу, яким керував. Маючи хороше інтуїтивне знання дитячої психології, швидко підкоряв їх своїй волі — залучав до зйомок «пригодницьких фільмів», пов'язаних як з імітацією, так і з прямим насильством. За провини (порушення статуту клубу) на дітей покладалися матеріальні стягнення, які пропонував спокутувати участю в секретному експерименті.
У червні 1963 року Слівко запропонував п'ятикласнику взяти участь у кінозйомках. Відвівши хлопчика в ліс, він грав із ним у розвідників, потім запропонував «серйозне випробування на витривалість». Хлопчик погодився. Сливко прив'язав Миколу до дерев за руки і за шию, а мотузку, прив'язану до його ніг, тягнув на себе (він називав це «зробити розтяжку»). Потім він попросив хлопчика зображати муки та страждання (викручуватися, сукати ногами тощо). буд.). Все це ретельно фіксувалося на кіноплівку.
Загалом у таких експериментах Сливко, які згодом ставали дедалі більш небезпечними та жорстокими, брали участь 40 членів його клубу. Маніяк одягав хлопчиків у піонерську форму, розтягував на мотузках, вішав на дереві, спостерігав муки та конвульсії, після чого проводив реанімаційні заходи. Жертви, що вижили, або не пам'ятали події, або боялися про це говорити. Дітям, які все ж таки розповідали про все, ніхто не вірив.
1964 року Сливко не зміг реанімувати 15-річного Миколу Добришева. Він розчленував його тіло і скинув останки в річку Кубань. 1973 року Сливко задушив 15-річного Олександра Несмеянова. Це вбивство, як і наступні, Сливко скоїв уже навмисно.
Загалом у результаті «слабкості» Сливка, до якої він ставився дедалі більше поблажливо, було вбито щонайменше 7 хлопчиків віком до 16 років. Вбивства та подальше розчленування трупів знімав на кіноплівку, вів щоденник. Ці матеріали стали прямими доказами проти маніяка. Він відрізнявся піроманією та патологічним фетишизмом до взуття, — розпилював чи спалював черевики вбитих ним дітей.

### Арешт, слідство та суд
Незважаючи на розповіді та свідчення вихованців туристичного клубу, слідство у справах про зникнення дітей, які пішли на «зйомки фільмів», тривало понад десять років. Маніяк був заарештований лише 28 грудня 1985 року на запит помічника прокурора Тамари Василівни Лангуєвої. Протягом січня та лютого 1986 року Сливко зізнався у всіх вбивствах. Слідство було недовгим, оскільки доказів у вигляді знятих фільмів та фотографій було достатньо. Суд над Сливком відбувся у червні 1986 року. Він був засуджений до страти і розстріляний за вироком суду 16 вересня 1989 року в Новочеркаській в'язниці. За кілька годин до розстрілу він дав консультацію слідчому Іссі Костоїву, який веде справу іншого серійного вбивці — Андрія Чикатило. Щоправда, нічим йому не допоміг, тому що всі його рекомендації виявилися помилковими .

## У масовій культурі

#### Художній кінематограф
- Неодноразово згадується у російському телесеріалі «Профіль вбивці».
- У телесеріалі «Метод». 4-та серія заснована на злочинах, скоєних Анатолієм Сливком.
- У фільмі «Страта» маніяк на прізвисько «Шахіст» частково заснований на образі Сливка.
- Анатолій Слівко з'явився у другій серії серіалу «Фішер» 2023 року. Роль виконав Микита Тарасов.

#### Документальний кінематограф
- «Щоденник перевертня» із циклу «Кримінальна Росія».
- ТБ МВС — Нелюди».
- Діагноз: Маніяк.
- «Танець смерті» з циклу «Переможці смерті».
- «Заслужений мучитель» із циклу «Слідство вели…».
- Телепрограма «Наодинці з усіма» (двочастковий випуск, у зйомках взяла участь слідча Тамара Лангуєва).